# Дампјер (Горња Марна)
Дампјер (фр. Dampierre) насеље је и општина у североисточној Француској у региону Шампањ-Арден, у департману Горња Марна која припада префектури Лангр.
По подацима из 2011. године у општини је живело 371 становника, а густина насељености је износила 22,64 становника/km². Општина се простире на површини од 16,39 km². Налази се на средњој надморској висини од 350 метара.

## Демографија
| 1962. | 1968. | 1975. | 1982. | 1990. | 1999. | 2011. |
| ----- | ----- | ----- | ----- | ----- | ----- | ----- |
| 320   | 334   | 333   | 340   | 339   | 371   | 371   |

График промене броја становника у току последњих година